# Hermann von Teschenberg
Hermann von Teschenberg (Viena, 1866 - Nápoles, 1911), barón de Teschenberg, fue un traductor y activista LGBT alemán.

## Vida
La familia von Teschenberg se remonta a Christoph Kluger, un jurista judío de Goldenstein (Moravia), que se cristianizo con su familia en 1697.
Nació en Viena, en 1860, hijo del barón Ernst von Teschenberg (1836-1886), diplomático de cierta importancia en la política interna y externa de Austria, lo que le ganó el título hereditario de Freiherr, y de Rosa Peetz. El padre también era redactor jefe del periódico Wiener Zeitung por encargo del gobierno. Así pasó su infancia entre las élites de Austria, llegando a conocer al futuro rey Alfonso XII de España y a la emperatriz Sissi.
Estudió Derecho en la universidad y se casó, aunque se desconoce el nombre de la esposa. Pero al ser descubierto con un soldado en el parque Prater de Viena, huyó, viajando por Italia, hacia 1893-94, y posteriormente por Inglaterra. Según su propio relato, allí conoció a Oscar Wilde e intentó mediar entre el literato y el padre de Lord Douglas, el Marqués de Queensburry.

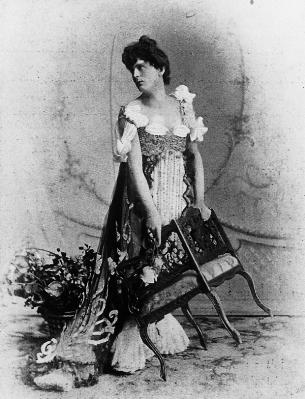
En ropa de mujer

A principios de 1898 se instaló en Berlín, uniéndose a Magnus Hirschfeld, que había fundado el 15 de mayo de 1897 el Comité Científico Humanitario. Von Teschenberg fue incluso nombrado posteriormente entre los fundadores del Comité, trabajando sin retribución en la sede de 1898 a 1905. Allí se dejó fotografiar en diversas ocasiones vestido de mujer para la revista del Comité, Jahrbuch für sexuelle Zwischenstufen, debido a su «mezcla de las mejores características masculinas y femeninas». Fue además el único dirigente del Comité que se declaró abiertamente homosexual. Hirschfeld le dedicó el siguiente texto tras su muerte:

Vom Frühjahr 1898 bis zum Mai 1905 verging kein Tag, an dem er nicht mit der ihm eigenen Pflichttreue und Gewissenhaftigkeit mit dem Glockenschlag 10 Uhr auf dem Büro des Komitees erschien, um mehrere Stunden der Befreiungsarbeit zu widmen, Tausende von Briefen schreibend, Aufklärungsschriften absendend, durch Wort und Schrift und namentlich auch die Tat viele von der Gerechtigkeit und Notwendigkeit dieses Kampfes zu überzeugen. Eine Tat selbstloser Aufopferung war es, dass er sein Bild in Frauenkleidern zur Veröffentlichung in den Jahrbüchern für sexuelle Zwischenstufen zur Verfügung stellte, eine Tat, als er gelegentlich eines von mir in einer großen Volksversammlung gehaltenen Vortrages nach einem heftigen Angriffe auf meine Ausführungen auf die Tribüne trat, um in tiefster Erregung, dabei aber doch mit größter Schlichtheit und Sachlichkeit seine eigene Lebensgeschichte vorzutragen. Durch das selbstlose seiner Person für eine gerechte Sache, das er in diesen und vielen anderen Fällen bewies, machte er stets einen tiefen Eindruck und überzeugte viele.
Desde la primavera de 1898 a mayo de 1905 no pasó un día en el que, con el sentido del deber y la escrupulosidad que le caracterizaba, no apareciera en la oficina del Comité al tocar las 10, para dedicarse durante varias horas al trabajo liberador, escribiendo miles de cartas, mandando textos educativos, de palabra y por escrito y particularmente convenciendo a muchos de la justicia y la necesidad de esa lucha. Fue un sacrificio propio altruista el que pusiera a disposición su foto vestido de mujer para el Jahrbuch für sexuelle Zwischenstufen, un hecho, cuando en una ocasión, durante un ataque contra una conferencia que estaba realizando delante del público, subió a la tribuna profundamente agitado, pero con la mayor sencillez y objetividad, contar su propia vida. A través de su militancia altruista a favor de una causa justa, que demostró en este y muchos otros casos, dejó una gran huella y convenció a muchos.
Hirschfeld, Jahrbuch n° 12, p. 243–245; op.cit. Herzer (2001)

Después de 1905 se trasladó a vivir a Italia, donde la homosexualidad no era ilegal. Murió en Nápoles, en 1911.
Tras la condena de Wilde, von Teschenberg se dedicó a traducir al alemán las obras del irlandés.